# Stade Jalan Besar
Le stade Jalan Besar (en malais et en anglais : Jalan Besar Stadium, en chinois : 惹蘭勿剎體育場, et en tamoul : ஜலான் பெசார் ஸ்டேடியம்) est un stade de football situé dans le quartier de Kallang à Singapour. Sa capacité d'accueil est de 8 000 personnes.
Il accueille les rencontres à domicile de l'équipe de Singapour de football ainsi que des clubs des Young Lions et des Lions XII.

## Utilisations
Le stade accueille les rencontres à domicile de l'équipe de Singapour de football ainsi que les rencontres des clubs des Young Lions et des Lions XII.

## Événements
- Coupe d'Asie des nations de football des moins de 16 ans 2006
- Jeux olympiques de la jeunesse d'été de 2010